# Meritxell Roigé i Pedrola
Meritxell Roigé i Pedrola (Tortosa, 15 de gener de 1976) és una advocada i política catalana, diputada al Parlament de Catalunya en la IX i X legislatures. Alcaldessa de Tortosa des de febrer de 2018 fins al 17 de juny del 2023 i actual cap de l'oposició de Tortosa.

## Biografia
Llicenciada en Dret i Ciències polítiques i de l'administració per la Universitat Pompeu Fabra i diplomada en dret urbanístic i immobiliari per la mateixa universitat. Havent cursat màsters  d'Estudis avançats en Administració i Dret per la Universitat Rovira i Virgili, és professora associada del departament de Dret Públic d'aquesta universitat.
Ha militat a Convergència Democràtica de Catalunya, n'ha estat vicepresidenta a Tortosa, presidenta del Baix Ebre i consellera nacional. Ha estat presidenta de la Joventut Nacionalista de Catalunya a les Terres de l'Ebre i membre del seu comitè executiu nacional.
De 2001 a 2007 ha estat gerent del Consell Comarcal del Baix Ebre i després de les eleccions municipals de 2007 fou nomenada primera tinent d'alcalde i regidora d'urbanisme de l'Ajuntament de Tortosa, així com portaveu del grup municipal de CiU. Fou elegida diputada a les eleccions al Parlament de Catalunya de 2010 i 2012. Ha estat membre de la Diputació Permanent del Parlament de Catalunya i portaveu del grup parlamentari de CiU en la Comissió de Territori i Sostenibilitat. Fou reelegida diputada a les eleccions al Parlament de Catalunya de 2015 dins la llista Junts pel Sí.
El 10 de febrer de 2018 va ser escollida alcaldessa de Tortosa en substitució de Ferran Bel. Alguns mesos després –novembre– era nomenada presidenta del Consorci d'Aigües de Tarragona, el CAT, fins que en fou rellevada el febrer de 2020.
El 25 d'octubre de 2019 va substituir Lluís Soler com a diputat provincial i va ser nomenada vicepresidenta segona de la Diputació de Tarragona i també presidenta del Patronat de Turisme.